# Achird
Achird eller Eta Cassiopeiae (η Cassiopeiae, förkortat Eta Cas or η Cas), som är stjärnans Bayer-beteckning, är en dubbelstjärna i den mellersta delen av stjärnbilden Cassiopeia. Den har en kombinerad skenbar magnitud på +3,44 och är synlig för blotta ögat där ljusföroreningar ej förekommer. Baserat på parallaxmätningar i Hipparcos-uppdraget på 168,0 mas beräknas den befinna sig på ca 19 ljusårs (6 parsek) avstånd från solen.

## Nomenklatur
Det riktiga namnet Achird på Eta Cassiopeiae tillämpades tydligen först i Skalnate Pleso Atlas of the Heavens, publicerad 1950, men är inte känd före detta. Richard Hinckley Allen ger inte stjärnan några historiska namn i sin bok Star Names: Their Lore and Meaning.
År 2016 organiserade Internationella astronomiska unionen en arbetsgrupp för stjärnnamn (WGSN) med uppgift att katalogisera och standardisera riktiga namn för stjärnor. WGSN:s första bulletin av september 2017 innehåller en tabell över de första två satserna av namn som fastställts av WGSN där också Achird ingår som namn för Eta Cassiopeiae A.

## Egenskaper
Primärstjärnan Eta Cassiopeiae A är en gul till vit stjärna i huvudserien av spektralklass G0 V. Den har en massa som är ca 0,97 gånger solens massa, en radie som är ca 1,04 gånger större än solens och utsänder ca 1,2 gånger mera energi än solen från dess fotosfär vid en effektiv temperatur på ca 6 000 K. Den har fysiskt en del likheter med solen, men har bara hälften av överskottet av andra element än väte och helium - vad astronomer kallar metallicitet.
Achird är en RS Canum Venaticorum-variabel, som varierar i ljusstyrka ungefär en tiondels magnitud. Eta Cassiopeiaes två stjärnor kretsar kring varandra med en omloppsperiod av 480 år. Baserat på en uppskattad halv storaxel på 12 bågsekunder och en parallax på 0,168, är de två stjärnorna separerade med ett genomsnittligt avstånd på 71 AE, där en AE är det genomsnittliga avståndet mellan solen och Jorden. Omloppsbanans stora excentricitet på 0,497 innebär emellertid att deras periapsis, eller närmaste inbördes position, är så liten som 36 AE, med en apsis av ca 106 AE.